# Anumeta fractistrigata
Anumeta fractistrigata là một loài bướm đêm trong họ Erebidae.